# 福知山マラソン
福知山マラソン（ふくちやまマラソン）は、京都府福知山市で毎年11月23日（国民の祝日・勤労感謝の日）に行われる、市民マラソン大会である。

## 概要と歴史
- 第1回大会は、1991年の11月23日に開催された。
- スタート地点は、当初1994年・第4回大会まで福知山市民運動場野球場であったが、1995年・第5回大会以降は三段池公園の総合体育館前の道路となり、今現在も定着している。
- コースはスタート地点から間もなく右折した後で、丘の上にある三段池公園から距離で約1kmの高低差40m程の急な下り坂がある。それ以降は小刻みなアップダウンがあるものの、ゴール手前までの高低差は少ない。3km地点を過ぎると音無瀬橋（由良川）を渡り、福知山市の市街地に入る。7km地点ののちに新音無瀬橋を渡り、市街地を後にする。このアーチが美しい新音無瀬橋は、福知山マラソンのシンボルともなっている。コースはその後左折し、由良川沿いの舞鶴街道を延々と北上を続け、約25km地点を過ぎた辺りで折り返す。
- 帰路は同じ舞鶴街道を南下するが、市街地は通らずに街道から左折して、三段池公園への坂に直接入ることになる。
  - 2017年の第27回大会までは、40km地点を越えてからゴール直前まで、再び約1kmの高低差40mもの登り坂を走行する箇所が、福知山マラソンにおいて最大の難所であった。なおこの坂では、地元の小学生が助っ人伴走ランナーとして、へたったり歩いたりするランナーの手を取り走る風習があった。
- 2019年の第29回大会が株式会社アールビーズの「2019 全国ランニング大会100撰」に選定された。
- 2020年~2021年の2年間、新型コロナウイルスの日本全国における感染拡大防止を要因に中止されていたが、2022年の11月23日に第30回を迎えた。

### コース変更（ゴール前の上り坂短縮）など
- 2018年の第28回大会より、フィニッシュ地点を前年までの500m手前へ設定変更により、従来のゴール目前の上り坂が短縮された[3][4]。それにより、不足する距離についてはスタート・折返しの各地点を、それぞれ調整する事となった[5]。
- 同年・第28回大会直前の11月1日～11月9日の9日間、及び翌年の第29回大会前・2019年10月1日～10月23日の23日間[6]、「11月中に出場予定大会無し・出走大会不明」などのランナーの為に、1次エントリー終了後に同大会への出走を提供する「オータムランナーエントリー」を実施した（但しスタート時は最後尾・順位表彰及び駐車場用意は無し・参加賞有り）。

### 開催中止
- 過去には4回、同マラソン大会が開催中止となった事がある。
  - 2004年の第14回大会は、同年10月の「平成16年台風第23号」の影響により、マラソンコース沿いの由良川が氾濫する大洪水が発生。福知山市街の多くの家屋に床上浸水の被害や、コースの大部分の復興作業が進まない事から、同年11月3日にマラソン大会の中止を決定した。
  - 2013年の第23回大会は、同年9月に「平成25年台風第18号」が発生。2004年と同様に、コース沿いの大水害が発生したことにより、同年10月1日にマラソン大会の開催断念を発表した。
  - 2020年の第30回大会は、2019新型コロナウイルスの日本全国における感染症拡大防止の要因により、同年6月18日にマラソン大会の中止を発表した[7][8]。
  - 翌2021年も同様の理由から開催は見送られた。
- 2014年の第24回大会前には、同年8月に福知山市街を中心とする豪雨（平成26年8月豪雨）が発生。昨2013年にまたしても同市内で洪水被害が起こり、2年連続してマラソン中止も危ぶまれたが、その後ボランティア等懸命の復旧活動により無事開催された。

## 優勝者
|    | 開催日         | 男子選手    | 記録          | 女子選手    | 記録          |
| -- | -------------- | ----------- | ------------- | ----------- | ------------- |
| 1  | 1991年11月23日 | 高橋 義之   | 2時間29分27秒 | 大谷 妙子   | 2時間55分50秒 |
| 2  | 1992年11月23日 | 福沢 潔     | 2時間27分52秒 | 大谷 妙子   | 2時間49分43秒 |
| 3  | 1993年11月23日 | 仲川 栄二   | 2時間22分30秒 | 大谷 妙子   | 2時間47分33秒 |
| 4  | 1994年11月23日 | 内芝 修司   | 2時間33分31秒 | 金子 慶子   | 2時間46分16秒 |
| 5  | 1995年11月23日 | 長谷川 良治 | 2時間25分00秒 | 大谷 妙子   | 2時間50分18秒 |
| 6  | 1996年11月23日 | 内芝 修司   | 2時間25分37秒 | 野村 加代子 | 2時間48分00秒 |
| 7  | 1997年11月23日 | 内芝 修司   | 2時間25分51秒 | 大谷 妙子   | 2時間54分42秒 |
| 8  | 1998年11月23日 | 岸本 実     | 2時間24分58秒 | 野村 加代子 | 2時間46分30秒 |
| 9  | 1999年11月23日 | 田中 耕一   | 2時間22分02秒 | 野村 加代子 | 2時間50分04秒 |
| 10 | 2000年11月23日 | 宮里 康和   | 2時間25分07秒 | 野村 加代子 | 2時間45分12秒 |
| 11 | 2001年11月23日 | 高田 伸昭   | 2時間22分05秒 | 野村 加代子 | 2時間47分38秒 |
| 12 | 2002年11月23日 | 喜多村 和弘 | 2時間27分24秒 | 石戸 香     | 2時間47分14秒 |
| 13 | 2003年11月23日 | 吉田 雅広   | 2時間26分56秒 | 鈴木 純子   | 2時間51分09秒 |
| 15 | 2005年11月23日 | 唐須 泰宏   | 2時間21分41秒 | 小林 玲子   | 2時間46分07秒 |
| 16 | 2006年11月23日 | 高田 伸昭   | 2時間23分26秒 | 鈴木 純子   | 2時間43分46秒 |
| 17 | 2007年11月23日 | 山本 泰明   | 2時間25分22秒 | 鈴木 純子   | 2時間44分25秒 |
| 18 | 2008年11月23日 | 上山 博也   | 2時間25分57秒 | 小林 玲子   | 2時間47分01秒 |
| 19 | 2009年11月23日 | 上山 博也   | 2時間25分19秒 | 吉住 友里   | 2時間42分12秒 |
| 20 | 2010年11月23日 | 高田 伸昭   | 2時間21分59秒 | 小林 玲子   | 2時間44分48秒 |
| 21 | 2011年11月23日 | 行場 竹彦   | 2時間25分36秒 | 小林 玲子   | 2時間47分37秒 |
| 22 | 2012年11月23日 | 高田 伸昭   | 2時間24分15秒 | 小林 玲子   | 2時間45分17秒 |
| 24 | 2014年11月23日 | 川内 優輝   | 2時間12分58秒 | 小林 玲子   | 2時間51分16秒 |
| 25 | 2015年11月23日 | 久本 駿輔   | 2時間26分20秒 | 谷 舞子     | 2時間49分53秒 |
| 26 | 2016年11月23日 | 川内 鴻輝   | 2時間27分20秒 | 床呂 沙紀   | 2時間50分22秒 |
| 27 | 2017年11月23日 | 山本 采矢   | 2時間27分36秒 | 小林 玲子   | 2時間55分59秒 |
| 28 | 2018年11月23日 | 川内 鮮輝   | 2時間23分16秒 | 太田 美紀子 | 2時間48分24秒 |
| 29 | 2019年11月23日 | 瀬尾 良平   | 2時間28分19秒 | 川戸 希望   | 2時間43分13秒 |
| 30 | 2022年11月23日 | 行場 竹彦   | 2時間21分55秒 | 矢尾 桃子   | 2時間39分36秒 |

## 運営者
- 主催:福知山市、福知山市教育委員会、（一財）京都陸上競技協会、福知山市陸上競技協会、（一財）福知山市スポーツ協会
- 主管:福知山マラソン実行委員会
- 特別協賛：ステップ、グンゼ
- 企画協力：アールビーズ

## 参加人数と完走者
|        | 申込者数 | 当日受付数 | 率(%) | 出走者数 | 率(%) | 完走者数 | 率(%) |
| ------ | -------- | ---------- | ----- | -------- | ----- | -------- | ----- |
| 1991年 | 5,669    | 5,111      | 90.2  |          |       | 4,309    | 84.3  |
| 1992年 | 6,500    | 5,820      | 89.5  |          |       | 4,836    | 83.1  |
| 1993年 | 8,000    | 7,078      | 88.5  |          |       | 5,911    | 83.5  |
| 1994年 | 8,000    | 7,094      | 88.7  |          |       | 5,977    | 84.3  |
| 1995年 | 10,000   | 8,960      | 89.6  | 8,501    | 94.9  | 7,134    | 83.9  |
| 1996年 | 10,000   | 9,603      | 96.0  | 9,264    | 96.5  | 7,548    | 81.5  |
| 1997年 | 10,000   | 9,773      | 97.7  | 9,657    | 98.8  | 8,310    | 86.1  |
| 1998年 | 10,000   | 9,256      | 92.6  | 8,735    | 94.4  | 7,353    | 84.2  |
| 1999年 | 10,000   | 9,045      | 90.5  | 8,862    | 98.0  | 7,672    | 86.6  |
| 2000年 | 10,000   | 9,646      | 96.5  | 9,396    | 97.4  | 7,986    | 85.0  |
| 2001年 | 10,000   | 9,217      | 92.2  | 8,786    | 95.3  | 7,383    | 84.0  |
| 2002年 | 10,000   | 9,388      | 93.9  | 8,889    | 94.7  | 7,414    | 83.4  |
| 2003年 | 10,000   | 8,209      | 82.1  | 7,827    | 95.3  | 6,615    | 84.5  |
| 2005年 | 8,818    | 7,152      | 81.1  | 6,582    | 92.0  | 5,819    | 88.4  |
| 2006年 | 8,144    | 7,047      | 86.5  | 6,445    | 91.5  | 5,614    | 87.1  |
| 2007年 | 8,342    | 7,494      | 89.8  | 7,218    | 96.3  | 6,504    | 90.1  |
| 2008年 | 10,000   | 9,546      | 95.4  | 9,202    | 96.4  | 7,842    | 85.2  |
| 2009年 | 10,000   |            |       | 9,892    |       | 9,422    | 95.2  |

## 種目・部門
- フルマラソン
  - 登録の部　2022年度日本陸上競技連盟登録者（18歳以上、高校生除く）
  - 一般の部　2022年度日本陸上競技連盟未登録者等（18歳以上、高校生除く）
- ブラインド（盲人）マラソンの部
- ステップラン・5km[9]（2018年の第28回大会より新種目[10]、2017年の第27回大会までステップラン・10kmを開催[11]）
- ファンラン・2km
  - 小学1・2年生の部

- ファンラン・3km
  - 小学3・4年生の部
  - 小学5・6年生の部
  - 中学生男女の部
  - 高校生以上の部
  - ペアの部（小学生以上のペア）